# Shīvah Tū
Shīvah Tū (persiska: شیوه تو) är en ort i Iran.   Den ligger i provinsen Kurdistan, i den nordvästra delen av landet, 500 km väster om huvudstaden Teheran. Shīvah Tū ligger 1 696 meter över havet och antalet invånare är 178.
Terrängen runt Shīvah Tū är lite kuperad. Runt Shīvah Tū är det ganska glesbefolkat, med 50 invånare per kvadratkilometer. Närmaste större samhälle är Mīradeh, 6,0 km söder om Shīvah Tū. Trakten runt Shīvah Tū består i huvudsak av gräsmarker.